# King (Wisconsin)
King es un pueblo ubicado en el condado de Lincoln en el estado estadounidense de Wisconsin. En el Censo de 2010 tenía una población de 855 habitantes y una densidad poblacional de 8,94 personas por km².

## Geografía
King se encuentra ubicado en las coordenadas 45°30′27″N 89°36′56″O / 45.50750, -89.61556. Según la Oficina del Censo de los Estados Unidos, King tiene una superficie total de 95.64 km², de la cual 86.75 km² corresponden a tierra firme y (9.29%) 8.89 km² es agua.

## Demografía
Según el censo de 2010, había 855 personas residiendo en King. La densidad de población era de 8,94 hab./km². De los 855 habitantes, King estaba compuesto por el 99.42% blancos, el 0.12% eran afroamericanos, el 0.12% eran amerindios, el 0.12% eran asiáticos, el 0% eran isleños del Pacífico, el 0% eran de otras razas y el 0.23% pertenecían a dos o más razas. Del total de la población el 0.82% eran hispanos o latinos de cualquier raza.